# Golem, le jardin pétrifié
Pour plus de détails, voir Fiche technique et Distribution.
Golem, le jardin pétrifié (en hébreu גולם: גן האבן), est un film israélien réalisé par Amos Gitaï, sorti en 1993.

## Synopsis
C'est le troisième volet d'une trilogie sur le golem, personnage mythique des légendes juives.

## Fiche technique
- Titre : Golem, le jardin pétrifié
- Réalisation : Amos Gitaï
- Scénario : Amos Gitaï et Tonino Guerra
- Pays de production : Israël
- Format : Couleurs - Mono - 35 mm
- Genre : Drame
- Durée : 87 minutes
- Date de sortie : 1993

## Distribution
- Jerome Koenig : Daniel Cornish
- Hanna Schygulla : Michelle
- Samuel Fuller : Sam
- Masha Itkina : Macha
- Natalia Voitulevitch-Manor
- Yuri Klepikov
- Boris Khaimsky
- Macha Doubrovskia
- Nicolas Bezzoubov
- Aleksandr Gerasimov
- Tamara Ourjoumova
- Yuri Khomutyansky
- Yvan Mareev
- Antole Zaslavsky